# 安田祐子
安田祐子（やすだ ゆうこ、1984年 - ）は、日本の画家。赤光社会員、春陽会会友。北海道深川市出身。

## 略歴、活動
- 1984年 北海道深川市生まれ
- 2003年
  - 札幌大谷高等学校美術科卒業
  - 〜2020年「函館アートフェスティバル」＠函館市民会館、函館市芸術ホール（出展）
- 2004年
  - 〜2008年「函教大絵画展"F"」2nd〜10th[5]＠ギャラリーＮ、ＮＨＫギャラリー彩（出展）
  - 〜2019年「道展」＠札幌市民ギャラリー（出展）
- 2006年「HELLO,GOOD-BYE! 安田祐子×三澤千尋作品展」[6]＠NHKギャラリー彩（２人展）
- 2007年
  - 北海道教育大学函館校芸術文化課程（美術）卒業[7]
  - 「雨あがりの水たまり」＠SUQ（個展）
  - 〜2019年「赤光社美術展」＠棒二森屋、北海道立函館美術館（第90回記念展）、函館市芸術ホール（出展）
- 2008年
  - 「記憶の地図」＠喫茶 伽藍堂（個展）
  - 「雪の日の会話」[8]＠特別養護老人ホーム旭ヶ岡の家（個展）
  - 「光と闇の呼吸」＠EDWARDS（個展）
  - 〜2020年「はこだて・冬・アート展」＠函館市芸術ホール（出展）
  - 「若手作家による青函交流美術展～アオダテハコモリ～」＠函館：金森イベントホール、青森：青森県立美術館（出展）
- 2009年
  - 北海道教育大学大学院教科教育専攻美術教育専修（絵画）修了
  - 「空想と現実の隙間」[9][10]＠NHKギャラリー彩（個展）
  - 「海繭の部屋」[11][12][13]＠Bay Gallery（個展）
  - 「アートフェス ハコトリ」[14]＠Cafe sugar（出展）
- 2010年
  - 「INNOCENT秋元美穂×安田祐子作品展」 ＠Bay Gallery（２人展）
  - 「ハコトリ PRESENTS 21st Century Artists in Hakodate」[15]＠ＮＨＫギャラリー彩（出展）
  - 〜2018年「平成の"生まれ生づる悩み"」[16]＠北海道開拓の村、木田金次郎美術館ほか（出展）
- 2011年
  - 「雨の日の夜に」＠喫茶 伽藍堂（個展）
  - 「道南美術の21世紀〈いま〉と〈これから〉」[17]＠北海道立函館美術館（出展）
  - 「EXIBITION U40s」[18]＠ギャラリー三日月（出展）
  - 〜2019年「春陽展」＠国立新美術館（出展）
  - 〜2019年「春陽展道作家展」＠札幌時計台ギャラリー・大丸藤井セントラル（出展）
- 2012年「音のない部屋」[19]＠ギャラリー三日月（個展）
- 2013年「約束の場所」[20]＠Bay Gallery（個展）
- 2014年
  - 「記憶をたたく音」[21]＠Bay Gallery（個展）
  - 「第12回春陽会研究会選抜展」＠銀座アートホール（出展）
  - 〜2015年「マジカルアートライン～藝術の小路～」＠北海道立函館美術館講堂・広場（出展）
- 2015年
  - 「月あかりと雨の音」[22]＠喫茶 伽藍堂（個展）
  - 「北海道教育大学函館校創立百周年記念美術書道展」＠北海道立函館美術館（出展）
- 2016年
  - 「澄みわたる声」[1][23]＠Bay Gallery（個展）
  - 「JR Tower Art Planets2016 "夢・つなぐ風景"」[24][25]＠プラニスホール（出展）
  - 〜2020年「自閉症啓発デー・アート展」＠函館芸術ホール（出展）
- 2017年
  - 「はこだて十人十色トレインナーレ＋１」[26][27]＠ギャラリー三日月（３人展）
  - 「ブローチ研究所展 in 函館」＠LEAVES HAKODATE（出展）
- 2018年
  - 「羊雲と雨の音」[28]＠Bay Gallery（個展）
  - 「ぶんだん・ジョイントギャラリー展」＠函館芸術ホール（出展）
- 2019年
  - はこだてトリエンナーレ2019みなみ北海道を旅する芸術祭「呼応する契り」[3][29][30]＠ＨａｋｏＢＡ（ハコバ）函館ザ・シェア・ホテルズ（出展）
  - 「それいゆフェスタ2019"いちにち美術館"」＠旭ヶ岡の家（出展）
- 2020年「雨と月あかりの座標」[31][32][33][34][35][36]＠ＨａｋｏＢＡ（ハコバ）函館ザ・シェア・ホテルズ（個展、講座）

## 作風
アクリル画や油彩画を中心に制作活動を続け、市内では学生時代から個展や二人展を開いてきた。事物が持つ二面性をテーマに描き続けている。